# Quezon (province)
Pour les articles homonymes, voir Quezon.
Quezon (anciennement Tayabas) est une province des Philippines, située sur l'île de Luçon. Elle tire son nom de Manuel Luis Quezón, artisan de l'indépendance du pays.

## Villes et municipalités
Municipalités
- Agdangan
- Alabat
- Atimonan
- Buenavista
- Burdeos
- Calauag
- Candelaria
- Catanauan
- Dolores
- General Luna
- General Nakar
- Guinayangan
- Gumaca
- Infanta
- Jomalig
- Lopez
- Lucban
- Macalelon
- Mauban
- Mulanay
- Padre Burgos
- Pagbilao
- Panukulan
- Patnanungan
- Perez
- Pitogo
- Plaridel
- Polillo
- Quezon
- Real
- Sampaloc
- San Andres
- San Antonio
- San Francisco
- San Narciso
- Sariaya
- Tagkawayan
- Tiaong
- Unisan

Villes
- Lucena
- Tayabas